# Nadia Mantovani
Nadia Mantovani (Sustinente, 1950) è un'ex brigatista italiana; una volta conclusasi l'esperienza brigatista, ha fondato a Bologna l'associazione Verso casa, con la quale si occupa del reinserimento dei detenuti nella vita civile..

## Biografia
Nata a Sustinente, in provincia di Mantova, da una famiglia cattolica praticante, studentessa di Medicina e Chirurgia presso l'Università degli Studi di Padova, militò prima in Autonomia Operaia e poi entrò nelle Brigate Rosse. È stata legata sentimentalmente a Renato Curcio, dopo la morte della di lui moglie Margherita Cagol.

### Attività nelle Brigate Rosse
Col nome di battaglia di Giulia il 15 maggio 1975, nell'ambito di una serie di azioni concertate per quel giorno dalle Brigate Rosse, partecipò all'assalto alla sede della Democrazia Cristiana di Mestre. Il ritrovamento di una foto che la ritraeva con Curcio spinse gli inquirenti a indagare sul suo conto, nel gennaio 1976. Pedinata, fu arrestata in un appartamento di via Maderno, a Milano, insieme con Curcio e altri tre simpatizzanti del movimento terroristico. Condannata al regime di domicilio coatto nel paese di nascita, con obbligo di firma settimanale, il 29 luglio 1978 diventò latitante. La fuga della terrorista fu accompagnata da polemiche tra il Ministero dell'interno e i magistrati di Torino che avevano emesso l'ordine di custodia cautelare.
Nadia Mantovani fu rintracciata di nuovo, con altri terroristi, nel mese di settembre del 1978 nell'ambito delle indagini relative alla morte di Aldo Moro. Il 1º ottobre 1978, domenica, fu arrestata nel covo di via Montenevoso 8 a Milano. Un terrorista, Lauro Azzolini, il principale oggetto delle indagini, fu lasciato uscire dall'appartamento e fermato immediatamente. Nadia Mantovani e il terrorista Franco Bonisoli si arresero al momento dell'irruzione nell'appartamento. Mantovani fu condannata per un totale di 20 anni e 2 mesi di reclusione per i reati di terrorismo, banda armata, sequestro di persona, rapina, associazione sovversiva. Reclusa nei carceri speciali di Torino e Voghera (PV) si dissociò dalle Brigate Rosse nel 1985. Trasferita poi a Bologna per tre anni divise la cella con l'ex terrorista dei NAR Francesca Mambro e le due divennero amiche.

### Dopo il carcere
In semilibertà dal settembre 1988, affidata al servizio sociale, Mantovani lavorò come assistente veterinaria e poi al comune di Bologna. Il 4 febbraio 1989 assieme alla Mambro organizzò nell'ex sala della borsa di Bologna una mostra fotografica realizzata dalle detenute. Nel maggio del 1990 ebbe una figlia dal marito Roberto Ognibene, anche lui ex brigatista. In libertà condizionale dal gennaio 1993, terminò di scontare la pena il 16 agosto 1996.
Il 23 agosto 2004 partecipò con Francesca Mambro al Meeting dell'Amicizia di Rimini, una conferenza che fu severamente criticata da Paolo Bolognesi, presidente dell'associazione vittime della strage di Bologna, sugli anni di piombo organizzata da Comunione e Liberazione. Ha fondato a Bologna l'associazione Verso casa che si occupa del reinserimento dei detenuti. Nel dicembre 2013 il tribunale di Sorveglianza di Bologna ha «riabilitato» Nadia Mantovani.